# Удо-Мару
Удо-Мару (Udo Maru) — судно, яке під час Другої світової війни взяло участь у операціях японських збройних сил на Каролінських островах.
Удо-Мару спорудили в 1942 році на верфі Mitsubishi в Кобе на замовлення компанії Nippon Seitetsu.
9—20 жовтня 1943-го судно у складі конвою № 3009B пройшло з Йокосуки на атол Трук у центральній частині Каролінських островів (тут ще до війни створили потужну базу японського ВМФ, з якої до лютого 1944-го провадились операції у цілому ряді архіпелагів).
14 листопада 1943-го Удо-Мару вирушило у зворотний шлях в конвої № 4114. 19 листопада в районі за сім сотень кілометрів на південний схід від островів Огасавара підводний човен USS Harder торпедував та важко пошкодив судно, загинуло 5 членів екіпажу. Есмінець «Юдзукі» спробував вести Удо-Мару на буксирі, при цьому через шість годин після ураження корпус пошкодженого судна розломився і кормова секція затонула. Ще через вісім годин на допомогу підійшов один з транспортів конвою «Нікко-Мару», який спробував перебрати на себе буксирування Удо-Мару. Втім, це не вдалось і вирішено полишити Удо-Мару, яке пізніше затонуло (можливо відзначити, що наступної доби «Нікко-Мару» також буде торпедоване і потоплене USS Harder).